# Liste der denkmalgeschützten Objekte in Pettnau
Die Liste der denkmalgeschützten Objekte in Pettnau enthält die 23 denkmalgeschützten, unbeweglichen Objekte der Gemeinde Pettnau.

## Denkmäler
| Foto |                 | Denkmal | Standort                                          | Beschreibung | Metadaten |
| ---- | --------------- | --- | ------------------------------------------------- | --- | --- |
| ja   | Datei hochladen | Bauernhof Köll, Beim Hugg HERIS-ID: 40028 Objekt-ID: 39918 TKK: 68465                                             | Birkenweg 16 Standort KG: Pettnau                 | Das zweigeschoßige, gemauerte Wohngebäude mit giebelseitig erschlossenem Mittelflurgrundriss und Satteldach stammt im Kern vom Ende des 16. Jahrhunderts. Um 1900 wurde der Dachstuhl erneuert und das Dach gehoben. Die Giebelfassade ist mit illusionistischer Fassadenmalerei von 1777 geschmückt, darunter polygonale Eckpilaster mit Quadratmuster, Architekturrahmung an den Fenstern und an der Eingangstür sowie einer Darstellung des Gnadenbildes von Maria Waldrast über dem Portal. An der östlichen Trauffassade befinden sich zwei gemalte Scheinfenster, im oberen Fenster ist eine Eule dargestellt. | BDA-Hist.: Q37992277 Status: Bescheid Stand der BDA-Liste: 2025-06-30 Name: Bauernhof Köll, Beim Hugg GstNr.: .226                                                              |
| ja   | Datei hochladen | Brunnen mit Maria Immaculata HERIS-ID: 105282 Objekt-ID: 122251 TKK: 68454                                        | vor Birkenweg 23 Standort KG: Pettnau             | Der Brunnen besteht aus einem rechteckigen Granittrog von 1886 und einer an der Schmalseite angestellten neuen Brunnensäule aus Beton, darauf eine polychrome Holzskulptur der Maria Immaculata aus der zweiten Hälfte des 18. Jahrhunderts unter einem schmiedeeisernen Dach. | BDA-Hist.: Q37804986 Status: § 2a Stand der BDA-Liste: 2025-06-30 Name: Brunnen mit Maria Immaculata GstNr.: 1082                                                               |
| ja   | Datei hochladen | Alte Römerbrücke HERIS-ID: 110730 Objekt-ID: 128451 TKK: 115662                                                   | bei Dirschenbach 45 Standort KG: Pettnau          | Die römische Mauerwerkbrücke aus Natursteinen mit Steinwölbung wurde um 45 n. Chr. errichtet. Die Römerbrücke verbindet die Gemeinden Zirl und Pettnau über den Niederbach. | BDA-Hist.: Q64026682 Status: § 2a Stand der BDA-Liste: 2025-06-30 Name: Alte Römerbrücke GstNr.: 973, 984                                                                       |
| ja   | Datei hochladen | Wohnhaus, ehem. Tax'sches Posthaus HERIS-ID: 40026 Objekt-ID: 39916 TKK: 68472                                    | Dirschenbach 45 Standort KG: Pettnau              | Die Poststation Dirschebach wurde um 1500 erstmals urkundlich genannt, 1765 nach einem Neu- oder Umbau wieder eröffnet und 1791 aufgelassen. Der zweigeschoßige Mauerbau mit weit vorkragendem Satteldach wurde um 1700 errichtet. Die Fassade ist durch Putzfaschen und Eckquaderung gegliedert. Das doppelflügelige Korbbogenportal mit Oberlichte ist über eine Freitreppe erschlossen und mit einer gemalten Umrahmung mit Weinranken, darüber einem Doppeladler, versehen. Fresken zwischen Erd- und erstem Obergeschoß zeigen Christus als Guten Hirten und die hl. Agnes. Im Inneren haben sich ein Kellergewölbe, im rückwärtigen Hausteil die ehemalige Speisekammer und die Küche mit Tonnengewölbe und Stichkappen erhalten. | BDA-Hist.: Q37992257 Status: Bescheid Stand der BDA-Liste: 2025-06-30 Name: Wohnhaus, ehem. Tax'sches Posthaus GstNr.: .95                                                      |
| ja   | Datei hochladen | Marienkapelle, Dollfuß-Kapelle HERIS-ID: 105274 Objekt-ID: 122243 TKK: 68452                                      | neben Florianiweg 2 Standort KG: Pettnau          | Die gemauerte Kapelle mit dreiseitigem Chorschluss und leicht geschmiegtem, steilem Satteldach mit Schindeldeckung wurde um 1700 erbaut und später stark erneuert. An der Giebelfassade befindet sich die geschwungene, seitlich von Säulen abgestützte Eingangsöffnung, darüber im Giebelfeld ein Marienmonogramm. Im kreuzgewölbten Innenraum befindet sich ein modernes Pietàfresko, das um 1930 von Johannes Obleitner geschaffen wurde. | BDA-Hist.: Q37804962 Status: § 2a Stand der BDA-Liste: 2025-06-30 Name: Marienkapelle, Dollfuß-Kapelle GstNr.: .210                                                             |
| ja   | Datei hochladen | Fischerkapelle HERIS-ID: 105262 Objekt-ID: 122231 TKK: 68448                                                      | Kapellenweg 5, in der Nähe Standort KG: Pettnau   | Die gemauerte Wegkapelle mit geradem Abschluss und vorgezogenem, von Holzsäulen gestütztem Satteldach wurde im 18. Jahrhundert errichtet. Im Tonnengewölbe befindet sich ein klassizierendes Fresko Gottvater, über der gemauerten Mensa eine Kreuzigungsgruppe. | BDA-Hist.: Q37804930 Status: § 2a Stand der BDA-Liste: 2025-06-30 Name: Fischerkapelle GstNr.: .198                                                                             |
| ja   | Datei hochladen | Herz Mariae-Kapelle HERIS-ID: 105260 Objekt-ID: 122228 TKK: 68447                                                 | Kirchweg Standort KG: Pettnau                     | Die Herz Mariae-Kapelle ist ein neugotischer, rechteckig gemauerter Nischenbildstock mit geschwungenem Giebel. Im tonnengewölbten Innenraum befinden sich ein Wandbild der Immaculata und moderne Mosaike mit den hll. Georg und Florian. | BDA-Hist.: Q37804899 Status: § 2a Stand der BDA-Liste: 2025-06-30 Name: Herz Mariae-Kapelle GstNr.: 973                                                                         |
| ja   | Datei hochladen | Kath. Filialkirche hl. Josef (hl. Barbara) und Friedhof HERIS-ID: 57399 Objekt-ID: 67411 TKK: 19533, 68444, 68445 | Kirchweg 2 Standort KG: Pettnau                   | Die Kirche wurde urkundlich 1412 genannt, 1666 ein Neubau geweiht. Der heutige barocke Saalbau wurde 1746–1751 unter Einbeziehung des gotischen Portals errichtet. Der kreuzförmige Bau weist einen dreiseitigen Chorschluss, querschiffartige, zweiseitige Seitenapsiden und einen neuromanischen Turm mit Zwiebelhelm von 1904 auf. Der dreijochige Innenraum ist mit einer Stichkappentonne auf Pilastern gedeckt und mit Stuckaturen aus der Mitte des 18. Jahrhunderts versehen. Die Deckenmalereien wurden 1774 von Josef Anton Zoller geschaffen. | BDA-Hist.: Q38076326 Status: § 2a Stand der BDA-Liste: 2025-06-30 Name: Kath. Filialkirche hl. Josef (hl. Barbara) und Friedhof GstNr.: .24 Filialkirche hl. Josef, Oberpettnau |
| ja   | Datei hochladen | Widum HERIS-ID: 105284 Objekt-ID: 122253 TKK: 19534                                                               | Kirchweg 4 Standort KG: Pettnau                   | Der zweigeschoßige Mauerbau mit Walmdach und traufseitig erschlossenem Mittelflurgrundriss westlich der Kirche wurde in der zweiten Hälfte des 18. Jahrhunderts errichtet. Im östlichen Giebelfeld befinden sich eine querovale und zwei dreipassförmige Belüftungsöffnungen. | BDA-Hist.: Q37805006 Status: § 2a Stand der BDA-Liste: 2025-06-30 Name: Widum GstNr.: .25                                                                                       |
| BW   | Datei hochladen | Oberfelder Bildstöckl HERIS-ID: 105261 Objekt-ID: 122229 TKK: 68453                                               | Leiblfing Standort KG: Pettnau                    | Barocke, gemauerte Bildsäule mit breitem Tabernakel und Satteldach aus dem 18. Jahrhundert. | BDA-Hist.: Q37804910 Status: § 2a Stand der BDA-Liste: 2025-06-30 Name: Oberfelder Bildstöckl GstNr.: 973                                                                       |
| ja   | Datei hochladen | Wiesenkapelle HERIS-ID: 105076 Objekt-ID: 122038 TKK: 68446                                                       | Standort KG: Pettnau                              | Die offene, gemauerte Kapelle mit geradem Chorschluss und schindelgedecktem Satteldach wurde in der zweiten Hälfte des 18. Jahrhunderts errichtet. Im tonnengewölbten Innenraum befindet sich ein Arme-Seelen-Bild mit Mariahilf, dem heiligen Wandel und den hll. Johannes Evangelist und Oswald aus der Zeit um 1800. | BDA-Hist.: Q37804528 Status: § 2a Stand der BDA-Liste: 2025-06-30 Name: Wiesenkapelle GstNr.: .199                                                                              |
| ja   | Datei hochladen | Brandopferplatz Seewald HERIS-ID: 112178 Objekt-ID: 130247 TKK: seit 2013                                         | Mösern Standort KG: Pettnau                       | Anmerkung: Koordinaten grundstücksgenau; zum Teil auf dem Gemeindegebiet von Telfs | BDA-Hist.: Q37829125 Status: § 9-Feststellung Bodendenkmal Stand der BDA-Liste: 2025-06-30 Name: Brandopferplatz Seewald GstNr.: 207/1                                          |
| ja   | Datei hochladen | Friedhofskapelle, Kriegergedächtniskapelle HERIS-ID: 105072 Objekt-ID: 122030 TKK: 68440                          | Römerweg Standort KG: Pettnau                     | Die in die Nordwestecke der Friedhofsmauer eingebundene Kapelle wurde 1954–1956 nach Plänen von Alfred Matuella erbaut. Die gemauerte Kapelle über achteckigem Grundriss mit steilem Zeltdach weist zur Kirche hin drei hohe Rundbogenöffnungen auf. Die Innenausstattung wurde von Johannes Obleitner geschaffen. | BDA-Hist.: Q37804502 Status: § 2a Stand der BDA-Liste: 2025-06-30 Name: Friedhofskapelle, Kriegergedächtniskapelle GstNr.: .79                                                  |
| ja   | Datei hochladen | Wohnhaus, alter Widum HERIS-ID: 40027 Objekt-ID: 39917 TKK: 68468                                                 | Römerweg 18 Standort KG: Pettnau                  | Der Widum wurde anlässlich der Erhebung Leiblfings zur Kuratie 1666 errichtet und um 1720 umgebaut. Das zweigeschoßige gemauerte Gebäude weist einen geschnitzten Bundwerkgiebel und ein weit vorkragendes Satteldach auf. Die Fassade ist durch zwei hölzerne Söller und einen polygonalen Obergeschoßerker sowie durch geputzte Tür- und Fensterfaschen und Eckquaderung gegliedert. Im Inneren haben sich Stichkappengewölbe in den Erdgeschoßfluren und reicher Bandelwerkstuck aus der Zeit um 1720 erhalten. | BDA-Hist.: Q37992268 Status: Bescheid Stand der BDA-Liste: 2025-06-30 Name: Wohnhaus, alter Widum GstNr.: .76                                                                   |
| ja   | Datei hochladen | Kath. Pfarrkirche hl. Georg mit Friedhof HERIS-ID: 55759 Objekt-ID: 64592 TKK: 19531, 68439, 68440, …             | Römerweg 24 Standort KG: Pettnau                  | Die Pfarrkirche Leiblfing liegt weithin sichtbar auf einem Hügel über dem Inntal und ist vom Friedhof mit Umfassungsmauer und Kriegerdenkmal umgeben. Die ursprünglich romanische Kirche wurde 1496 und 1682 erweitert. An das schlichte Langhaus mit Spitzbogenfenstern und leicht eingezogenem Chor schließt im Norden der gotische Turm mit Zwiebelhelm mit markantem schmalem hohen Spitz an. An der Westfassade befinden sich ein dreifach gekehltes, spätgotisches Portal und eine Vorhalle auf Steinpfeilern. Der vierjochige, einschiffige Innenraum weist ein barockisiertes gotisches Kreuzgewölbe, einen gotischen, spitzbogigen Triumphbogen mit Chronogramm 1742 und barocke Laub-Bandelwerkstuckaturen auf. Im Chor (Apostelreihe, um 1400) und im Langhaus (zwei Märtyrerinnen, um 1300) finden sich Reste von gotischer Wandmalerei. Die Deckenmedaillons mit Heiligendarstellungen wurden 1965 vom Ernest Pokorny geschaffen. | BDA-Hist.: Q38067744 Status: § 2a Stand der BDA-Liste: 2025-06-30 Name: Kath. Pfarrkirche hl. Georg mit Friedhof GstNr.: .79 Pfarrkirche hl. Georg, Leiblfing                   |
| ja   | Datei hochladen | 14 Stationsbildstöcke HERIS-ID: 105264 Objekt-ID: 122233 TKK: 68337, 68171, 68169, …                              | Schmalzgasse 11, in der Nähe Standort KG: Pettnau | Die 14 Bildstöcke bilden den Kreuzweg zur Einsiedel-Kapelle. Die Bildstöcke sind gemauerte Nischenbildstöcke mit Satteldach und enthalten in den Rundbogennischen Holzreliefs von Johannes Obleitner aus der Zeit um 1930. | BDA-Hist.: Q37804952 Status: § 2a Stand der BDA-Liste: 2025-06-30 Name: 14 Stationsbildstöcke GstNr.: 248 Stations of the Cross, Pettnau                                        |
| ja   | Datei hochladen | Gasthaus Mellaunerhof, ehem. Gasthof Öttl HERIS-ID: 40029 Objekt-ID: 39919 TKK: 68461                             | Tiroler Straße 31 Standort KG: Pettnau            | Der Öttlhof wird 1472 erstmals urkundlich erwähnt. Der spätgotische Bau erhielt im 18. Jahrhundert die heutige Fassade mit einem geschwungenen Blendgiebel mit zentralem Okulus, Stuckdekor und breitem Rundbogenportal aus Höttinger Breccie. Die Fassadenmalereien mit Heiligendarstellungen (Florian und Barbara) und bäuerlichen Porträts wurden um 1950 von Johannes Obleitner geschaffen. Im Inneren haben sich breite, durchgehende Flure mit Stichkappengewölben und aufgelegten Gratnetzen sowie ein Saal mit gotischem Kreuzgratgewölbe auf Mittelsäule erhalten. | BDA-Hist.: Q37992289 Status: Bescheid Stand der BDA-Liste: 2025-06-30 Name: Gasthaus Mellaunerhof, ehem. Gasthof Öttl GstNr.: .10                                               |
| ja   | Datei hochladen | Wirtschaftsgebäude des Gasthaus Mellaunerhof, ehem. Gasthof Öttl HERIS-ID: 23686 Objekt-ID: 20048 TKK: 68462      | Innweg 2 Standort KG: Pettnau                     | Das zweigeschoßige Wirtschaftsgebäude des Mellaunerhofs stammt im Kern aus dem 16. Jahrhundert. Die vorderen zwei Achsen sind gemauert, die barocke Giebelfassade aus dem 18. Jahrhundert ist durch drei Rundbogenportale gegliedert. Die Wandbilder im Giebelbereich wurden um 1950 von Johannes Obleitner geschaffen. Der rückwärtige Wirtschaftsteil ist über dem gemauerten Erdgeschoß in Holzbauweise aufgeführt. | BDA-Hist.: Q37878239 Status: Bescheid Stand der BDA-Liste: 2025-06-30 Name: Wirtschaftsgebäude des Gasthofes Öttl GstNr.: .9                                                    |
| ja   | Datei hochladen | Ladnerhof, Ansitz Sternbach HERIS-ID: 40030 Objekt-ID: 39920 TKK: 68457                                           | Tiroler Straße 32 Standort KG: Pettnau            | Der dreigeschoßige Mauerbau mit ausgebautem Mansardgeschoß und Walmdach wurde um 1730 erbaut. 1787 wurde er als Herrenhaus erwähnt, seit 1893 ist er in bäuerlichem Besitz. Die Fassade ist durch geputzte Eckquader und horizontale Putzstreifen zwischen den Geschoßen sowie Stuckrahmen mit Ohren an den Fenstern gegliedert. Über dem steingefassten Korbbogenportal befindet sich eine gemalte Sonnenuhr aus der Zeit um 1800. Im Inneren haben sich ein kreuzgewölbter Flur im Erd- und Obergeschoß, ein kreuzgewölbtes Treppenhaus und Räume mit Stuckdecken erhalten. Im Osten schließt ein umfriedeter Garten mit viereckigem Pavillon an. | BDA-Hist.: Q37992300 Status: Bescheid Stand der BDA-Liste: 2025-06-30 Name: Ladnerhof, Ansitz Sternbach GstNr.: .1                                                              |
| ja   | Datei hochladen | Brunnen HERIS-ID: 110445 Objekt-ID: 128147 TKK: 68476                                                             | südlich Tiroler Straße 32 Standort KG: Pettnau    | Der Brunnen besteht aus einem rechteckigen Granittrog von 1890 und einer an der Schmalseite angestellten hölzernen Brunnensäule. | BDA-Hist.: Q37818873 Status: § 2a Stand der BDA-Liste: 2025-06-30 Name: Brunnen GstNr.: 244                                                                                     |
| ja   | Datei hochladen | Einsiedel-Kapelle HERIS-ID: 105263 Objekt-ID: 122232 TKK: 68449                                                   | nördlich Tiroler Straße 43 Standort KG: Pettnau   | Die Kapelle am Hang oberhalb von Oberpettnau wurde 1870 errichtet. Der zweijochige Bau mit dreiseitigem Chorschluss, Satteldach und einfacher Putzgliederung weist im Inneneren ein Stichkappengewölbe auf. | BDA-Hist.: Q37804941 Status: § 2a Stand der BDA-Liste: 2025-06-30 Name: Einsiedel-Kapelle GstNr.: .42                                                                           |
| ja   | Datei hochladen | Gemeindeamt, ehem. Gasthof Baldauf HERIS-ID: 40336 Objekt-ID: 40254 TKK: 68455                                    | Tiroler Straße 114 Standort KG: Pettnau           | Der zweigeschoßige Mauerbau mit giebelseitig erschlossenem Mittelflurgrundriss und weit vorkragendem Satteldach stammt im Kern aus dem 16. Jahrhundert, Bis 1973 diente er als Gasthof, heute als Gemeindeamt. An der Eingangsfassade befinden sich ein offener, geschnitzter Bundwerkgiebel (nach 1809) und ein breites Rundbogenportal, darüber eine Madonnendarstellung von Andreas Einberger von 1946/47. Die ornamentale und figurale Fassadenmalerei mit Darstellungen der hll. Florian und Christophorus und eines Fuhrwerks, einer Sonnenuhr und architektonischen Fensterumrahmungen stammt aus der zweiten Hälfte des 18. Jahrhunderts. Im Inneren haben sich stichkappengewölbte Flure und weitere gewölbte Räume erhalten. | BDA-Hist.: Q37994223 Status: Bescheid Stand der BDA-Liste: 2025-06-30 Name: Gemeindeamt, ehem. Gasthof Baldauf GstNr.: 959/2                                                    |
| ja   | Datei hochladen | Wegkreuz HERIS-ID: 105283 Objekt-ID: 122252 TKK: 68450                                                            | Standort KG: Pettnau                              | Das Wegkreuz in einem Bretterkasten beinhaltet einen zusammengesunkenen, gut durchgebildeten und proportionierten Corpus im Dreinageltypus mit Dornenkrone und einzeiligem Titulus. | BDA-Hist.: Q37804997 Status: § 2a Stand der BDA-Liste: 2025-06-30 Name: Wegkreuz GstNr.: 248                                                                                    |